# حمام كيجة جية
 حمام كيجة جية  أو حمام كيجة جيلر  ومعناه (أهل اللباد)، وبعد ذلك عرف باسم حمام كجو وهو من حمامات بغداد العامة القديمة يقع في محلة العاقولية، شارع باب الآغا بجانب  الرصافة من بغداد، بجوار سوق الأمانة ، كان قد شيد بمكانه البنك اللبناني الذي تملكه عائلة صعب اللبنانية ، وهو حمام صغير نسبة إلى الحمامات الأخرى . 